# Liste de ponts du département des Vosges
Liste de ponts des Vosges, non exhaustive, représentant les édifices présents et/ou historiques dans le département des Vosges, en France.

## Ponts de longueur supérieure à 100 m
Les ouvrages de longueur totale supérieure à 100 m du département des Vosges sont classés ci-après par gestionnaires de voies.

## Ponts de longueur comprise entre 50 m et 100 m
Les ouvrages de longueur totale comprise entre 50 et 100 m du département des Vosges sont classés ci-après par gestionnaires de voies.

## Ponts présentant un intérêt architectural ou historique

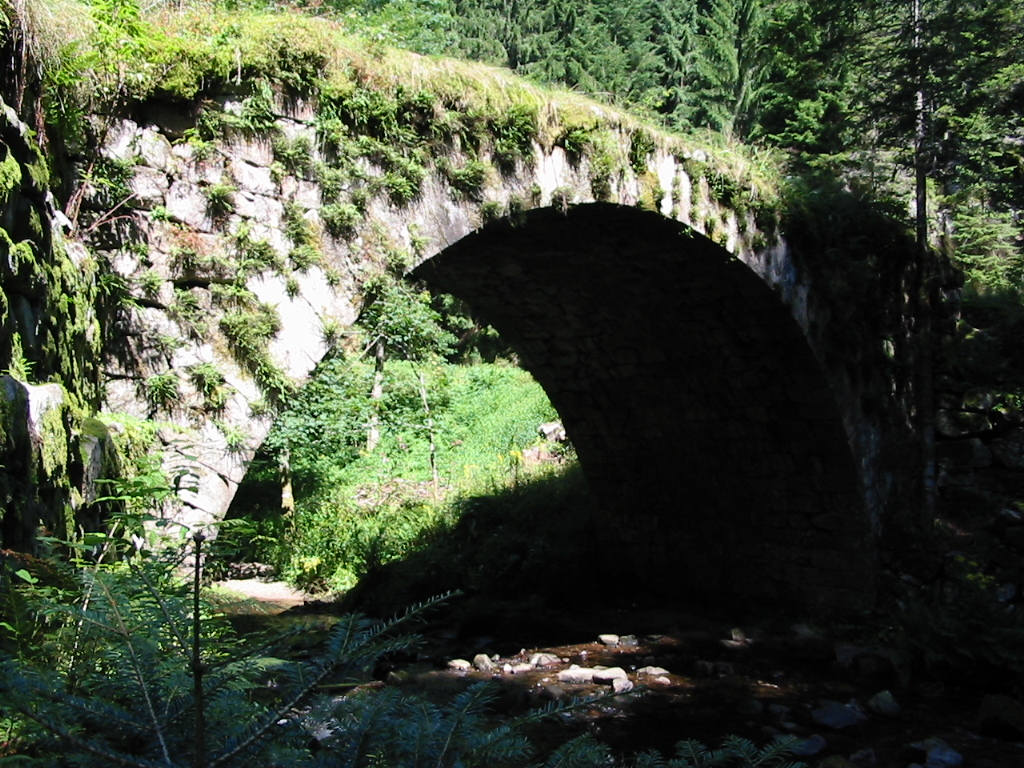
Le pont des Fées à Gérardmer.

Les ponts des Vosges inscrits à l’inventaire national des monuments historiques sont recensés ci-après.
- Pont routier - Barville - XIXe siècle
- Pont routier - Bazoilles-sur-Meuse - XVIIIe siècle
- Passerelle - Brechainville - XIXe siècle
- Pont routier - Circourt-sur-Mouzon - XIXe siècle
- Pont celtique d'Étival-Clairefontaine - Étival-Clairefontaine - Ier siècle av. J.-C.
- Pont des Fées - Gérardmer - Xonrupt-Longemer - XVIIIe siècle
- Passerelle - Harchéchamp - XIXe siècle
- Pont - Landaville - XIXe siècle
- Pont Saint-Vincent - Mirecourt - XVIIIe siècle
- Pont de la Mothe - Neufchâteau - XVIIIe siècle ; XIXe siècle ; XXe siècle
- Pont routier - Rebeuville - XVIIIe siècle ; XIXe siècle
- Pont routier - Rollainville - XVIIIe siècle
- Vieux Pont sur la Frezelle en amont de la Grande-Rue - Rollainville - XVIIe siècle ; XVIIIe siècle
- Pont des Fées - Saint-Amé - Saint-Étienne-lès-Remiremont - VIIe siècle ; XIIIe siècle ; XIVe siècle
- Pont routier - Sartes - XVIIIe siècle ; XIXe siècle

## Sources
Base de données Mérimée du Ministère de la Culture et de la Communication.